# Rachael Cantu
Rachael Gabrielle Cantu (* 8. června 1981 Orange County) je americká zpěvačka-skladatelka. Narodila se a vyrostla v Orange County, Kalifornie. V současné době žije v Los Angeles.

## Kariéra
Cantu zahájila svou hudební kariéru už na střední škole v indie rockové kapele s názvem Quite Satellite. Později si začala skládat vlastni skladby a zahájila sólovou kariéru vystoupeními v Los Angeles a San Diegu, kdy hrála jako předskokanka kapel jako jsou The Get Up Kids, Saves the Day a Karate. Poté, co se přestěhovala do Bostonu, její reputace mezi ostatními umělci postupně rostla. Cantu se stala předskokankou kanadského indie popového dua Tegan and Sara na jejich koncertech v Severní Americe. Předskakovala také pro Limbeck a Ben Lee.
Její první nahrávkou bylo EP s názvem Blood Laughs. V roce 2006 podepsala nahrávací smlouvu se společností Q Division Records, která vydala její debutové album s názvem Run All Night. Toto album obdrželo kladné recenze kritiků a bylo zároveň úspěšné i v nezávislých hitparádách. Krátce nato se vydala propagovat album na koncertní šňůru po Severní Americe.
Tegan Quin z dua Tegan and Sara a Tony Goddess z Papas Fritas nazpívali doprovodné vokály ke skladbě Saturday. Cantu také nahrála písně spolu s Limbeck, Kori Gardner z Mates of State a Jasonem Gnewikowem z The Promise Ring.
Cantu je hudebně popisována jako "něco mezi Chrissie Hynde z The Pretenders, PJ Harvey, Sarah McLachlan a Norah Jones". Její hlas je přirovnáván k hlasům Björk, či Patty Griffin.
V lednu 2009 zazněla skladba "Devil's Thunder" v seriálu stanice ABC "Private Practice." V únoru 2009 vyšlo její druhé EP. V letech 2009 a 2010 otvírala koncerty pro bluesovou legendu B.B. Kinga. V listopadu roku 2009 vydala své druhé studiové album s názvem Far and Wide, na kterém spolupracovala s producentem Garthem Futcherem (nejvíce známým svou spoluprací s Be Good Tanyas).

## Osobní život
Rachael Cantu se otevřeně hlásí k lesbické orientaci. Její dlouholetou partnerkou a od 5. května 2013 také manželkou je americká televizní producentka a komička Liz Feldman.

## Diskografie

### Alba
- Run All Night (2006)
- Far and Wide (2009)

### EP
- Split EP s Robbem MacLeanem (Limbeck)
- Blood Laughs EP (2004)
- Rachael Cantu EP (2009)

### Kompilace
- Sound Relief Volume One: From CA to NYC (2001) - "Best Wishes"
- Paupers, Peasants, Princes & Kings: The Songs of Bob Dylan (2006) - "I Threw It All Away"
- Terrible Thrills, Vol. 1 (2010) - "Soldier in the Army"